# Shemari Bryan
Shemari Bryan, né le 9 février 2002, est un footballeur international anguillan évoluant au poste de défenseur.

## Biographie

### En sélection
Le 12 octobre 2019, Bryan fait ses débuts avec Anguilla contre le Guatemala dans le cadre de la Ligue des nations de la CONCACAF (défaite 0-5).